# Stefano de Fer
Stefano de Fer, noto anche come Stefano Ferro di Rouen (... – prima del 1144), è stato un vescovo e monaco cristiano normanno, primo vescovo della diocesi di Mazara del Vallo.

## Biografia
Stefano compì gli studi religiosi presso l'abbazia benedettina di St. Wandrille e poi presso il monastero di Santa Eufemia in Calabria.
Venne nominato vescovo nel 1093 da Ruggero I d'Altavilla, suo cugino, e successivamente consacrato da Urbano II come suffraganeo di Palermo.
Si fece promotore, tra il 1086 e il 1093, della costruzione della cattedrale del S. Salvatore a Mazara. Da vescovo di Mazara introdusse nella diocesi il rito siculo-gallicano.
Nel 1097 partecipò alla riunione del primo parlamento dell'isola che si tenne presso la cattedrale di Mazara alla presenza del Gran Conte Ruggero in occasione della quale si discusse sulle decime ecclesiastiche.
Oltre che nel diploma istitutivo della diocesi, Stefano è menzionato nei documenti in altre due occasioni: nella bolla del 1100 con cui papa Pasquale II confermava l'erezione della diocesi di Mazara; e nel 1124, anno in cui partecipava con Guglielmo, vescovo di Messina, alla consacrazione della chiesa di Sant'Anna.
Non si conosce l'anno di morte di Stefano; sicuramente non era più vescovo di Mazara nel 1144, anno in cui è documentato il suo presumibile successore, Umberto (o Oberto).

## Stemma
Di rosso alla fascia d'oro.